# 송이풀

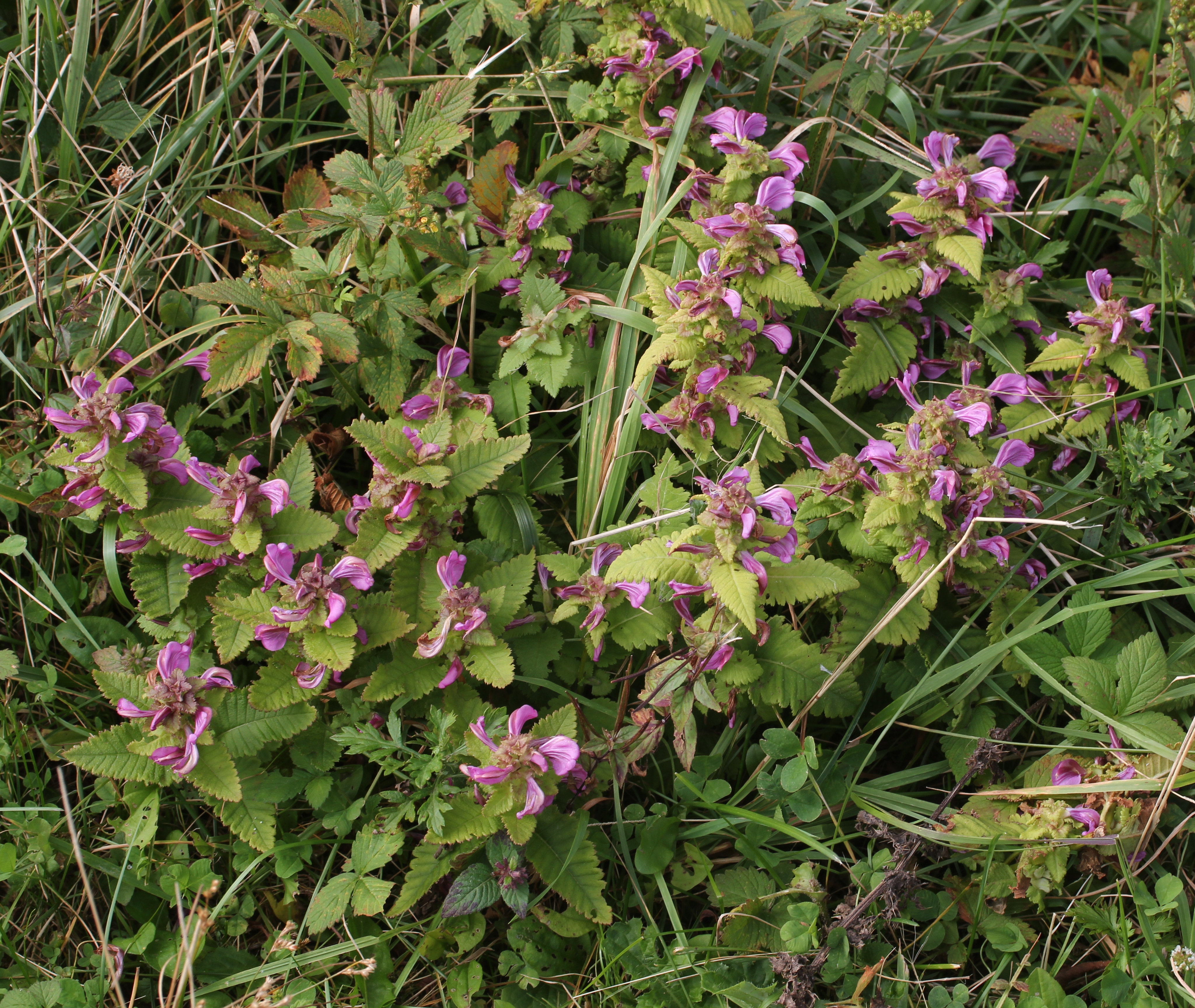

송이풀(학명 : Pedicularis resupinata)은 열당과의 여러해살이풀이다. 구슬송이풀, 수송이풀, 마선호라고도 부른다. 한국 각 지방의 산에서 자라는 풀로 송이풀류 중에서 가장 많이 분포하는 풀이다.

## 분포
한국 각 지방의 산에서 자라는 풀로 송이풀류 중에서 가장 많이 분포하는 풀이다. 대개는 깊은 산지의 숲 가장자리 풀밭이나 낮은 지대 풀밭에서부터 해발1,500m 내외의 높은 지대 초원지에까지 분포한다. 태백산맥의 등줄기인 태백산, 대관령, 오대산, 우두령, 구룡령, 설악산, 대암산 일대의 휴전선 지역에 집중적으로 분포하며 백두대간을 따라서 백두산 지역까지 많이 자란다. 백운봉의 수목한계선 이하 숲 가장자리, 유황 온천 지역 초원지와 그 이하의 숲 가장자리 초원에서도 자란다.

## 생김새
줄기는 사각형이며 보통 50cm 정도로 자란다. 잎은 타원형으로 어긋난다. 꽃은 자홍색이며, 여름에서 가을에 걸쳐 줄기 윗부분의 각 잎겨드랑이에 한 개씩의 꽃이 달린다. 꽃부리는 입술 모양인데, 한쪽은 비틀어져 있고 윗입술은 뾰족한 부리 모양이다.

## 쓰임새
어린순과 부드러운 잎을 나물로 먹으며 화단에 관상초로 심기도 한다. 꿀이 많아서 밀원 식물로도 좋은 풀이다. 민간에서는 종기, 피부병 등에 다른 약재와 같이 처방하여 약으로 쓴다.

## 변종과 품종
- 그늘송이풀 Pedicularis resupinata var. umbrosa Kom. ex Nakai
- 흰송이풀 Pedicularis resupinata for. albiflora (Nakai) W.T.Lee